# 小肥羊

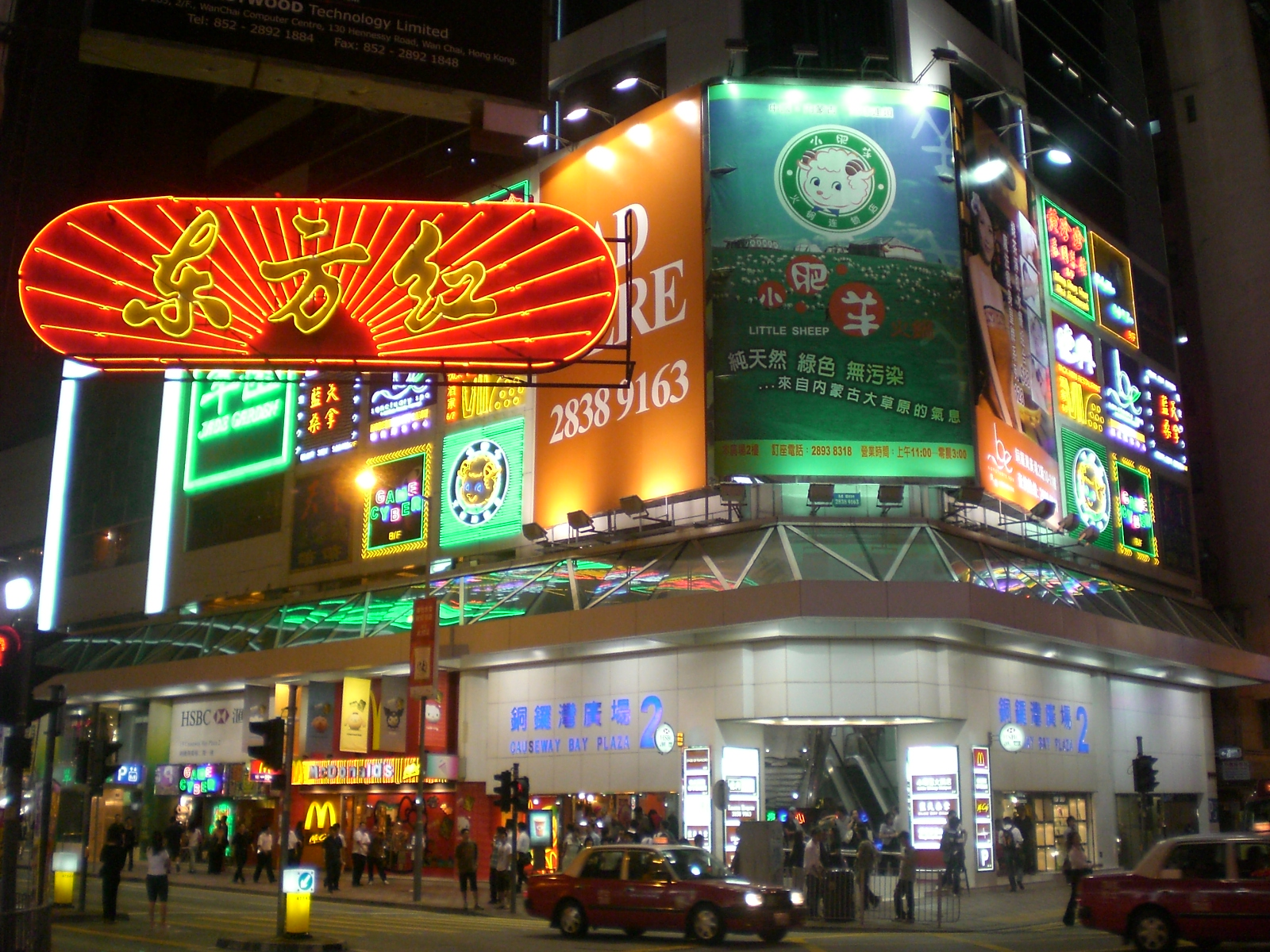
香港の店舗

小肥羊（シャオフェイヤン）は、中華人民共和国発祥の火鍋専門店である。

株式会社小肥羊ジャパン（シャオフェイヤンジャパン）が、日本において店舗運営している。

## 概要
火鍋を主として提供している。火鍋は、真ん中で仕切られた鍋に白湯スープと辛味の効いた赤い麻辣スープに、ラム肉や牛肉をくぐらせて食す伝統的な中国鍋である。

### 火鍋の食材
- 大蒜（にんにく）
- 棗（なつめ）
- 党参（とうじん）
- 良姜（りょうきょう）
- 白冠（びゃくづく）
- 草果（そうか）
- 生姜（しょうきょう）
- 龍眼（りゅうがん）
- 当帰（とうき）
- 枸杞の実（くこのみ）

「小肥羊 品川店」ではBluetooth LEのBeaconを利用し自身のスマートフォンからメニューオーダーが出来るアプリケーションを提供している。

## 店舗
- 2006年 7月 - 渋谷店オープン
- 2007年 6月 - 赤坂店オープン
- 2007年11月 - 新宿店オープン
- 2008年11月 - 関内店オープン
- 2009年 7月 - 大宮店オープン
- 2009年12月 - 札幌店オープン
- 2012年8月 - 銀座店オープン
- 2010年10月 - 心斎橋店オープン
- 2013年10月 - 品川店オープン
- 2013年12月 - 横浜店オープン
- 2014年12月 - 大阪本店オープン

## 沿革
株式会社小肥羊ジャパンは、当初、中華人民共和国の火鍋専門チェーンの大手である「内蒙古小肥羊餐飲連鎖有限公司（本社：中華人民共和国内モンゴル自治区包頭市）」と株式会社ウェブクルーの合弁会社として青山浩によって設立された。後に2008年（平成20年）11月にウェブクルーが株式を追加取得して連結子会社化した。その後ウェブクルーは2015年（平成27年）9月期第一四半期より連結の範囲から除外している。